# Гезехус, Карл Яковлевич
Карл Яковлевич Гезехус (1817-после 1881) — русский кораблестроитель, участник Петропавловской обороны в ходе войны 1853—1856 годов, полковник Корпуса корабельных инженеров.

## Биография
Гезехус Карл Гергард Яковлевич родился 22 ноября 1817 года, в семье уроженца Бремена, оловянных дел мастера Хейнриха Якова Гезехуса, который в конце XVIII (или в начале XIX века) обосновался в Санкт-Петербурге и женился на Елене Ульрике, урождённой Линде. У Карла был старший брат Александр Фридрих (1814—1881), который стал кораблестроителем. Лютеранин по вероисповеданию.
Как и старший брат, Карл получил образование в Кондукторских ротах Учебного морского рабочего экипажа. В 1845 году произведён в прапорщики
В начале своей службы Карл вместе с братом Александром участвовал в постройке 84-пушечного линейного корабля «Прохор», который был заложен 15 января 1848 года в Новом адмиралтействе в Санкт-Петербурге. Главным строителем корабля был генерал-майор М. Н. Гринвальд.
21 декабря 1849 года в чине подпоручика, Карл был направлен в Петропавловский порт на Камчатку, единственный в то время порт России на Тихом океане. В гавани Петропавловского порта и на реке Камчатке под руководством поручика К. Я. Гезехуса были построены шхуна, бот, плашкоут, датский ботик и 12-весельный катер, кроме того были отремонтированы транспорты «Байкал» и «Иртыш», тендер «Камчадал».
В 1854 году во время Крымской войны англо-французская эскадра попыталась овладеть Петропавловском. К. Я. Гезехус был назначен командиром 6-й батареи, оборонявшей порт. Батарея была самая дальняя, находилась на северной стороне Петропавловска, напротив озера, между Мишенною и Никольскою горами. Вооружение батареи составляли четыре 18-фунтовые пушки с транспорта «Двина» и шесть 6-фунтовых старых орудий. В подчинении у К. Я. Гезехус находилось команда из 31 человек нижних чинов. Нападение неприятеля было отбито. За личную храбрость и успешное руководство подчинённой батареей в сражении против неприятеля поручик К. Я. Гезехус досрочно был пожалован чином штабс-капитана и орденом Святой Анны 3 степени с мечами.
В 1855 году К. Я. Гезехус вернулся в Санкт-Петербург, участвовал в постройке бронированных плавучих батарей, проектировал которые его старший брат по указанию командования Балтийского флота. Батареи должны были использоваться при отражении нападения британского кораблей. Первая из десяти броненосная батарея была построена в мае 1856 года строителем инженер-полковником С. И. Чернявским.
С 1856 года служил в Морском техническом комитете, став в 1862 году — начальником чертёжной, а в 1866 году — членом Кораблестроительного отделения Морского технического комитета.
В 1870—1880 годах Карл Яковлевич являлся членом экзаменационной комиссии на выпускных экзаменах в Морском училище по теории кораблестроения.
За многолетнюю беспорочную службу К. Я. Гезехус был награждён несколькими орденами и медалями.
В 1881 году вышел в отставку в чине полковника. Дальнейшая судьба неизвестна.